# Gustavo Cerati
Gustavo Adrián Cerati (Buenos Aires, 11 de agosto de 1959 - Buenos Aires, 4 de setembro de 2014) foi um músico, cantor e compositor argentino. Amplamente considerado um dos músicos mais influentes e renomados do rock hispano-americano e uma lenda do rock latino-americano.

## Biografia

### Primórdios
Nasceu em 11 de agosto de 1959 em Buenos Aires, capital da Argentina. Aos nove anos começou a estudar guitarra vindo aos doze anos formar um trio com o qual tocava em festas particulares, participou dos eventos que realizavam-se no colégio religioso onde estudava (Instituto San Roque) junto de outros estudantes; chegou inclusive a dirigir o coro da igreja. Foi onde Cerati recebeu o apelido Chipá, que não durou. Suas primeiras influências musicais foram grupos como King Crimson e especialmente The Beatles, The Police e The Cure. Também David Bowie, Pink Floyd e guitarristas como Jimmy Page do Led Zeppelin e Ritchie Blackmore do Deep Purple.
No ensino médio formou os grupos "E.T." e "Koala", com o qual ganhou um concurso musical de fim de ano no Canal 9. Logo formou duas bandas simultâneas, "Savage", de rock e blues,e "Vozarrón" de fusão. Savage estava composta também por duas cantoras inglesas e costumava apresentar-se em um cabaré frente ao Parque Centenário. Também formou um trio chamado "Triciclo".

### Soda Stereo

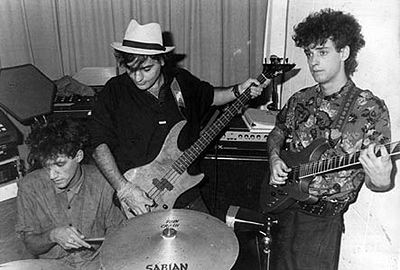
Soda Stereo, 1984

Em 1982, Cerati se aproximou de Zeta Bosio, amizade que marcaria o futuro de ambos. Já eram conhecidos de outros tempos, pois eram colegas do curso de Publicidade na Universidade del Salvador, dessa amizade pós universidade, nasceu o Soda Stereo no verão de 1982, em Punta del Este. Gustavo e Zeta tinham os mesmo gostos e sonhos musicais, então procuraram montar um grupo punk rock inspirado em The Police (que tocara na Argentina naquele ano), com músicas próprias em espanhol.
Enquanto buscavam montar a banda Soda Stereo, integraram juntos a banda Morgan, depois o grupo Stress (junto a Charly Amato e o baterista Pablo Guadalupe) e Proyecto Erekto (junto a Andrés Calamaro).
Finalmente os dois músicos começaram a projetar a formação de uma banda na qual tocariam suas próprias músicas. Nesse momento conhecem Charly Alberti com quem formaram o trio Los Estereotipos (Os estereótipos). Depois de um breve período em que passaram por distintas formações, incluindo por momentos a músicos como Richard Coleman e Daniel Melero entre outros, terminaram por preferir a forma de trio e mudaram o nome para Soda Stereo.
A formação definitiva do trio foi: Gustavo Cerati (voz e guitarra), Zeta Bosio (baixo) e Charly Alberti (bateria).
Desde o começo o grupo quis construir sua própria imagem; auxiliados por Alfredo Lois (companheiro da universidade) cuidaram dos detalhes estéticos, a maquilagem, os penteados, e mais adiante, a capa dos primeiros discos e os cenários dos Shows. Os primeiros shows foram em julho do ano de 1983 na discoteca Airport e no Stud Free Pub. A partir desse momento tocaram em vários pubs, com parada obrigatória no Café Einstein e Zero, os quais, que representavam o centro da cena independente do momento, onde tocavam bandas como Sumo e Los Twist.
Com Soda Stereo Gustavo Cerati gravou nove discos: Soda Stereo (1983), Nada personal (1985), Signos (1986), Doble vida (1988), Canción animal (1990), Dynamo (1992), Zona de promesas (1994), Sueño Stereo (1995), Comfort y música para volar (1996).
Mas enquanto ele tocava na banda mantinha alguns projetos paralelos como Colores santos (1992), disco que realizou com Daniel Melero -que também contou com a participação dos músicos Flavio Etcheto e Carola Bony-. Foi gravado no estúdio Supersónico do Soda Stereo, e não foi apresentado ao vivo.
Várias coisas aconteceram durante esse tempo. Algumas delas foram a troca da gravadora por parte da banda (de Sony para BMG); a edição do disco Amor amarillo (1993), primeiro trabalho solo do líder de Soda Stereo, que coincidiu com o nascimento do primeiro filho de Gustavo, foi gravado em Buenos Aires com a participação de Zeta Bosio.

### O final de Soda Stereo
A partir desse momento, Soda entrou num silêncio que só foi interrompido pelas versões não oficiais de sua separação definitiva. Enquanto isso Gustavo uniu-se a três músicos chilenos não profissionais (Andrés Bucci, Guillermo Ugarte e Christian Powditch), formando Plan V, projeto eletrônico que resultou em dois discos: Plan V (1996), de origem trasandino; e o segundo trabalho Plan Black V Dog (1998), que foi feito em parceria com os ingleses Black Dog, e editado no ano de 1998 após a separação de Soda Stereo.
Em 1° de maio de 1997, a banda anunciou oficialmente sua separação por um comunicado a imprensa. No dia seguinte, todos os diários dão eco a noticia e o Jornal Clarín dedica um grande espaço na sua capa para a banda.

Gustavo Cerati publica logo no suplemento Sí do diário Clarín o que seria a carta do adeus:
"Estas linhas surgem do que percebi estes dias na rua, nos fãs que me cercam, na gente que me rodeia, e na minha própria experiência pessoal. Compartilho a tristeza que gera em muitos a notícia da nossa separação. Eu mesmo estou submerso nesse estado porque poucas coisas tem sido tão importantes na minha vida como Soda Stereo. Qualquer um sabe que é impossível levar uma banda sem certo nível de conflito. É um frágil equilíbrio na criação de idéias que muito poucos conseguem manter por quinze anos, como nós orgulhosamente fizemos. Mas, ultimamente, diferentes desentendimentos pessoais e musicais começaram a comprometer esse equilíbrio. Aí mesmo se geraram desculpas para não nos enfrentarmos, desculpas finalmente para um futuro grupal em que já não criamos como no passado. Cortar de modo saudável é, "valga la red", fazer valer nossa saúde mental acima de tudo e também o respeito para com todos nossos fãs que nos seguiram por tanto tempo. Um forte abraço".
Durante os meses de agosto e setembro desse ano cumpriram uma turnê latinoamericana por México, Venezuela e Chile, culminando sua trajetória com uma despedida oficial realizada em Buenos Aires em 20 de setembro no Estádio de River Plate diante de mais de 70.000 pessoas. Despedida que ficou registrada em dois discos editados ao fim do mesmo ano chamados El último concierto A y B (1997).

### Carreira solo
Após o fim de Soda Stereo, Cerati dedicou-se a experimentação da música eletrônica junto com o músico Flavio Etcheto, formando um duo chamado Ocio(Ócio) e produziu seu disco "Medida Universal" em meados de 1999. Também participou de um disco em homenagem a The Police junto com Andy Summers (guitarrista original do grupo inglês) com uma versão da música "Bring on the Night".
Finalmente, em 28 de Junho de 1999 veio a luz seu primeiro disco solista pós-Soda Stereo, "Bocanada". Foi gravado no estúdio CasaSubmarina e nos famosos estúdios Abbey Road de Londres e contou com a participação de Leo García nos coros e voz, Fernando Nalé no baixo, Flavio Etcheto nos teclados, e Martín Carrizo na bateria.
"Bocanada" foi extremamente bem aceito pelo público, ganhando disco de ouro na Argentina, e também entre a imprensa recebendo ótimas críticas. A turnê de apresentação do disco incluiu Argentina, Chile, Colômbia, Costa Rica, Equador, El Salvador, Estados Unidos, Espanha, México, Panamá e Venezuela.
Em 2001 realiza a trilha sonora da película "+ Bien", que foi denominado como "Melhor álbum Instrumental Pop" para os Grammy Latinos.
Nesse mesmo ano se realiza no Teatro Avenida a gravação do que seria o disco "11 Episodios Sinfónicos", que contém versões de temas clássicos de sua carreira acompanhado por uma orquestra sinfônica. O disco foi apresentado no Teatro Colón da cidade de Buenos Aires sob a direção de Alejandro Terán. Também apresentaram-se no México, Venezuela, Chile e em Mendoza (Argentina) sempre com orquestras locais de mais de 65 músicos no palco.
"Siempre es Hoy", seu terceiro disco solo de estúdio, produzido pelo técnico Sacha Triujeque e pelo músico e produtor Toy Hernández da Control Machete, saiu a venda no final de 2002 simultaneamente na Argentina, Estados Unidos, México e Chile. No disco se nota a forte influência de gêneros como o pop, o hip hop, música eletrônica e o rock.
A apresentação do disco foi realizada no Estádio Luna Park da cidade de Buenos Aires em Março de 2003 com uma banda formada por: Flavius Etcheto (samplers), Fernando Nalé (baixo), Leandro Fresco (teclados e coros), Pedro Moscuzza (bateria) e DJ Zucker (scratches e loops). Em alguns espetáculos houve participações especiais de Loló e Déborah de Corral nos coros e de Tea-Time (Los Tetas) no rap de "Altar", além de importantes músicos como Charly García e Domingo Cura.
A turnê para apresentar o disco começou no fim de 2002 e passou pelos seguintes países: Equador, Colômbia, México, Argentina, Peru, Chile, Venezuela, Uruguai, San José na Costa Rica, Panamá, Porto Rico e Estados Unidos.
Em 2003 é lançado um concurso em seu website, onde disponibilizaram-se para download as faixas do CD separadas para fazer um remix da canção. Finalmente os dois ganhadores e uma seleção de versões realizadas por artistas argentinos e do México, Chile e Alemanha foram inclusas no disco "Siempre es Hoy: Reversiones", editado como disco duplo e também em vinil com 4 dos remix selecionados. Neste mesmo ano foi editado o DVD do show completo de "11 Episodios Sinfónicos" gravado no Teatro Avenida.
Como projeto paralelo a sua carreira solo surge o grupo eletrônico "Roken" junto com Flavio Etcheto e Leandro Fresco que se apresenta em vários países, incluindo o Festival BUE (Buenos Aires Electrónico).
Em 2004 lança um disco de grandes êxitos "Canciones elegidas 93-04", que conta com a música inédita "Tu locura". Existem duas edições do disco, uma na Espanha e outra na Argentina, que incluem diferentes canções.
Em 4 de abril de 2006 lança de maneira simultânea, no México e Argentina, sua nova produção "Ahí vamos" que implica num regresso a seu passado rockeiro. Na Argentina alcançou o disco de platina antes de sair a venda, devido a pré-venda. Foi sem dúvidas o disco mais bem aceito tanto pela crítica como pelo público da carreira de Gustavo Cerati.
Foi co-produzido por Gustavo e Tweety González e conta com a participação de músicos como: Richard Coleman, Fernando Nalé, Leandro Fresco, Tweety González, Emmanuel Cauvet, Fernando Samalea, Pedro Moscuzza, Bolsa Gonzalez, Flavius Etcheto, Capri; e Loló Gasparini e Paula Zotalis em coros. Vários dos quais já o acompanharam em projetos anteriores, como Fricción.
Na produção, participou o renomado engenheiro Héctor Castillo, que já trabalhou com artistas do naipe de Pete Townshend, David Bowie, Lou Reed e Suzanne Vega entre outros. O disco foi masterizado por Howie Weinberg no estúdio "Masterdisk" de Nova York.
A turnê de apresentação do disco incluiu a Argentina, México, Espanha, Inglaterra, Peru e o resto da América latina.
Cerati foi o único argentino a participar do Live Earth, no concerto de Hamburgo, Alemanha, interpretando junto com Shakira a música "Dia especial", que Gustavo Cerati compôs totalmente para o álbum da colombiana "Fijación Oral", disco em que participou de várias canções e que ainda foi co-produtor.

### Retorno oficial do Soda Stereo

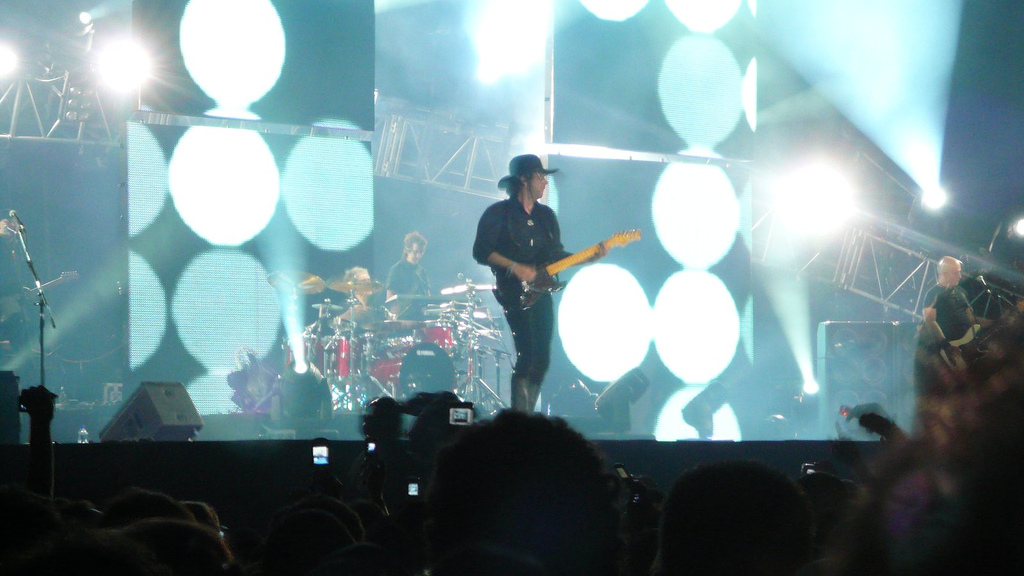
Soda Stereo, 2007.

Em junho de 2007, é anunciada a volta do Soda Stereo com uma turnê chamada Me Verás Volver.... Isso ocorre em meio a várias notas nas quais os ex integrantes da banda negaram os rumores (que iniciaram após a separação da banda). Programou-se duas apresentações no Estádio do River Plate de Buenos Aires (mesmo estádio que os viu despedir-se) nos dias 19 e 20 de outubro. Devido à impressionante venda de ingressos, foram agendados três novos shows nos dias 21 de outubro, 2 e 3 de novembro. A turnê prosseguiu por Chile, Peru, Venezuela, Estados Unidos, México, Equador e Colômbia. O primeiro dia de venda dos ingressos foi recorde quando venderam-se mais de 90.000 ingressos para os shows na Argentina em apenas 24 horas, o que tornou Soda Stereo no primeiro grupo de rock latinoamericano em fazer cinco shows seguidos no Estádio River Plate. Um recorde que supera as vendas de U2 e Rolling Stones nas suas últimas apresentações na Argentina. Entretanto, os três integrantes da banda anunciaram que, finalizada a turnê, voltariam a suas atividades pessoais.

### Vida Pessoal
Cerati foi casado com a modelo chilena Cecilia Amenábar de 1992 até 2002. Eles tiveram dois filhos: Lisa e Benito (que participou na elaboração de "Adíós", canção do disco "Ahí vamos"). Cecilia colaborou fazendo coros e baixos no primeiro álbum solo de Gustavo, "Amor Amarillo".
Em seguida teve um romance com a modelo argentina Déborah de Corral, que havia tido uma relação com Charly Alberti em meados dos anos 90. Déborah aparece como cantora convidada no álbum "Siempre es hoy". Algumas canções do seu disco seguinte, Ahí vamos, parecem falar da sua ruptura.
Rompido o romance com Déborah del Corral, conheceu, em Julho de 2005, a figurinista Sofía Medrano, na produção de um calendário em benefício da Fundação Huésped, Sofia era uma das assistentes de produção da conhecida fotografa Gaby Herbstein.

### Saúde

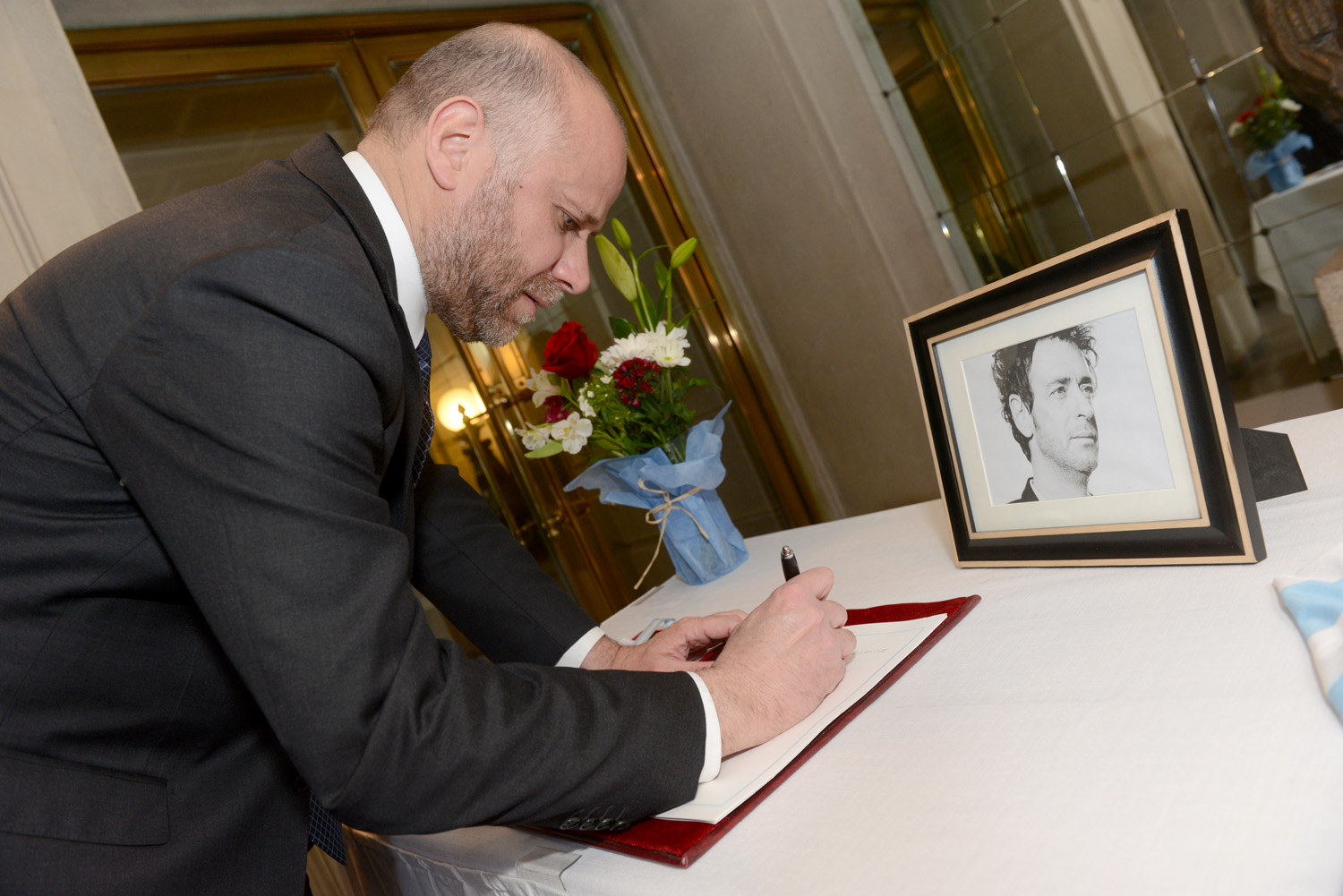
Ministro chileno Alvaro Elizalde escreveu no livro de condolências disposições Consulado da Argentina em Santiago pela morte de Cerati.

Gustavo Cerati sofreu um forte AVC (acidente vascular cerebral) no dia 16 de maio de 2010, enquanto dava um show em Caracas, na Venezuela. Esteve entre a vida e a morte, quando foi submetido a uma cirurgia.
Gustavo seguia internado em coma e respirando com a ajuda de aparelhos em uma sala de cuidados intensivos do Instituto Fleni de Buenos Aires. Um boletim médico da época indicou infarto extenso no hemisfério cerebral esquerdo e dano no tronco cerebral.
No dia 14 de junho, foi publicado que, segundo seus amigos, o artista havia movido seus lábios e sua cabeça ao escutar suas próprias canções.
No dia 15 de maio de 2013, completaram-se 3 anos desde que Gustavo Cerati entrou em coma.
No dia 15 de maio de 2014, completou-se 4 anos em coma, sem ter mudanças no seu estado clínico.
No dia 04 de Setembro de 2014, sua família confirmou a morte de Cerati através de sua página no Facebook.

## Discografia

### Discografia solo
- Colores Santos (1992) (com Daniel Melero)
- Amor Amarillo (1993)
- Bocanada (1999)
- 11 Episodios Sinfónicos (2001)
- + Bien (2001)
- Siempre es Hoy (2002)
- Reversiones/Siempre es hoy (2003)
- Canciones elegidas 93-04 (2004)
- Ahí vamos (2006)
- Fuerza Natural (2009)
- Cerati Infinito (2015)
- Satélite Cerati (2018)

### Soda Stereo
Discos de estudio
- Soda Stereo (1984)
- Nada personal (1985)
- Signos (1986)
- Ruido blanco (1987) (En Vivo)
- Doble vida (1988)
- Canción Animal (1990)
- Dynamo (1992)
- Sueño Stereo (1995)
- Comfort y música para volar (1996 (MTV Unplugged))
- El último concierto (A y B) 1997 (En Vivo)

Maxis
- Languis (1989 (Maxi Single))
- Rex Mix (1991 (EP - Live))
- Zona de promesas (1993)

### DVDs
- Gustavo Cerati: 11 Episodios Sinfónicos (2001)
- Gustavo Cerati: Canciones Elegidas (2004)
- Gustavo Cerati: Ahí Vamos Tour (2007)
- Soda Stereo: Una Parte De La Euforia (2004)
- Soda Stereo: Último Concierto (2005)
- Soda Stereo: Comfort y musica para volar (2007)

### Disney Channel
- Prófugos: Foi produzido um remix dessa canção para a nova novela do Disney Channel, Sou Luna (em espanhol, Soy Luna), que foi interpretada por Ruggero Pasquarelli e Valentina Zenere. Essa canção está presente no primeiro álbum da novela.

## Prêmios e honrarias
- 2012 - Revista Rolling Stone: 7.º Melhor Guitarrista Argentino da História.[8]